# Узелковое письмо в Китае
Узелко́вое письмо́ в Кита́е (кит. трад. 結繩, упр. 结绳, пиньинь jiéshéng, палл. цзешэн) — мнемотехническое средство, система условных знаков, основанная на завязываемых на веревках узлах; существовала в древнем Китае до изобретения иероглифической письменности и, на первых этапах существования письменности, параллельно с ней. К узелковому письму в китайской традиции возводилось возникновение письменности, а изготовление ткани или сети ассоциировалось с созданием письмен и текстов.
Упоминания об узелковом письме, наряду с другими дописьменными знаковыми системами (триграммами и зарубками на бирках) сохранились в литературе древнего Китая, в Ицзин (Книге Перемен), Даодэцзин и Си цы чжуань, где использование цзешен относится к легендарной эпохе дописьменной истории Китая. Востоковеды относят начало использования узелкового письма в Китае к концу 2-го тысячелетия до н. э. (эпоха династии Шан). К настоящему времени не существует археологических подтверждений использования узелкового письма в древнем Китае, но, основываясь на косвенных свидетельствах, можно предположить, что система узелкового письма действительно существовала в Китае во времена раннего бронзового века.
К китайскому узелковому письму возводится искусство декоративных китайских узлов.

## Литературная традиция
Легендарного первого императора Китая, божество — повелителя Востока, Бао Си (Фу-си) называют изобретателем как узелкового письма, так и символов-триграмм:
В древности Бао Си был правителем (ваном) Поднебесной. ... Исходя из этого, в начале создал восемь триграмм, чтобы проникнуть в добродетель просветлённого духа и распределить по родам (классифицировать) суть десяти тысяч вещей. Создал узелки на верёвках (узелковое письмо), сплёл сети и силки, чтобы охотиться и ловить рыбу. (Си цы чжуань, II, 2)
Оригинальный текст (кит.)古者包犧氏之王天下也，仰則觀象於天，俯則觀法於地，觀鳥獸之文，與地之宜，近取諸身，遠取諸物，於是始作八卦，以通神明之德，以類萬物之情。作結繩而為罔罟，以佃以漁。
В приписываемой Лао-цзы (VI—V вв. до н. э.) книге Дао дэ цзин, в 80 чжане, призыв к возврату к идеальным патриархальным отношениям формулируется следующим образом:

使民復結繩而用之。
Пусть народ снова начинает плести узелки и употреблять их вместо письма.
(перевод Ян Хиншун)
Конфуций (551—479 до н. э.) упоминает, что «древние люди использовали шнуры с узлами для передачи приказов»[уточнить].
Составитель первого словаря иероглифов Сюй Шэнь (58-147 н. э.) называет изобретателем узелкового письма не Фу Си, а другого из «Трех властителей»: «Когда Фу Си стал правителем Вселенной, он первым создал восемь триграмм, а Шэнь-нун для нужд правления и передачи приказаний пользовался узелками на шнурах».
Китайский философ Чжэн Сюань (127—200) в «Аннотации Книги перемен» писал, что в древности узлы использовались подтверждения юридического значения договоров, для обозначения важного дела использовалась верёвка для завязывания большого узла; для обозначения незначительного дела завязывался небольшой узел.
Составитель Вэнь сюань, антологии классической китайской литературы, Сяо Тун (501—531), писал: «Когда Фу Си стал царствовать в Поднебесной, он начертал восемь черт [то есть триграмм], тем изобретя письменный документ. Дабы устранить правление [посредством] узелкового письма. С тех пор и появились словесные записи».

## В современных источниках
Guo Daoyang в двухтомной The History of Chinese Accounting (1988) пишет, что в легендарные времена Жан Чэна, Сюань Юаня, Фу Си и Шэнь-нуна «люди завязывали узлы, чтобы общаться между собой. Для обозначения важного дела использовалась верёвка для завязывания большого узла; для обозначения незначительного дела завязывался небольшой узел. Число узлов соответствовало числу дел, с которыми будут иметь дело»; такое же пояснение о цзешэн содержится в толковом словаре «Цыхай» (1948).
Согласно легендам, иероглифическое письмо, окончательно заменившее и узелковое письмо, и триграммы, и зарубки на бирках, создал придворный историограф Цан Цзе императора Хуан-ди (Жёлтого императора). Традиционная китайская историография, считающая Хуан-ди историческим лицом, относит это время к XXVI веку до н. э. Археологические свидетельства появления письменности в Китае относятся к XIV—XIII векам до н. э., отдельные образцы датируются более ранним временем первого периода династии Шан; сами по себе легенды о началах письменности, как о Цан Цзе, так и о Фу-си, прослеживаются не ранее чем с III века до н. э..
Г. Г. Стратанович, основываясь на тексте о том, как ученик Конфуция Цзы-Чжан «записал эти слова на поясе», предполагает, что узелковое письмо было в ходу еще во времена Конфуция; также он предполагает, что узлы на кисти пояса могли использоваться в дописьменную эпоху ораторами для напоминания о ключевых положениях речи.
По мнению некоторых китайских историков, триграммы не просто сформировались в период перехода от узелкового письма «цзе шэн» к записям-зарубкам на бамбуковых планках («шу ци»), но и напрямую основаны на технике узелкового письма: целая линия заменила большой узел, прерванная — два малых.
Система узелкового письма, по-видимому, является развитием ранее существовавшей системы низок (чуань) с уплощенными керамическими шариками, от которой происходят также и китайские счеты. Достоверных сведений о том, как именно она использовалась, нет, но существуют реконструкции, основанные на текстах и сведениях об использовании узлов у других народов Юго-восточной Азии. По-видимому, количество шнуров и узлов на них было ограничено, в отличие от инкской системы узелкового письма кипу. Для «записей» использовались две привешиваемые к поясу кисти по шесть шнуров в каждой. Разные цвета шнуров позволяли классифицировать фиксируемые узлами числа — количество ночей или вспаханных полей на черном шнуре, количество добычи или даров на золотом шнуре. Для расплетания узлов использовались специальные иглы-шила (си), большая игла для больших узлов и маленькая — для малых. Узелковым письмом владели только посвященные, «умудренные опытом мужи» (ши), ко времени династии Хань в эту категорию входили придворные сановники и воины.
К настоящему времени не существует археологических подтверждений использования узелкового письма в древнем Китае, но, основываясь на косвенных свидетельствах, можно предположить, что система узелкового письма действительно существовала в Китае во времена раннего бронзового века
В частности, как свидетельство о роли, приписываемой узелковому письму в китайской культуре, может рассматриваться иероглиф 契, означающий сейчас «контракт, документ» и имеющий древнее значение «веревка с узелками», при этом сам знак является производным от 丯, который означал «зарубки на палке».
Использование узелкового письма фигурирует и в легендарной истории соседних с Китаем народов; так, вьетнамское историческое сочинение «Краткая история Вьета» в разделе «События в первый период существования государства» (относится к VII веку до н. э.) рассказывает: «в стране существовали бесхитростные обычаи, государственные дела велись при помощи узелков». Существуют упоминания об использовании для запоминания узлов на веревке у монголов до Чингисхана, у аборигенов Тайваня в XVI веке н. э., и у некоторых народов Тибета — для отметок времени.